# 多肢選択法

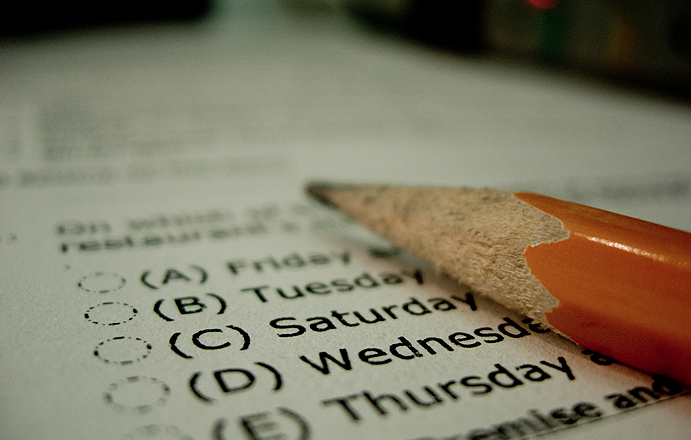
A multiple choice question, with days of the week as potential answers

多肢選択法（たしせんたくほう）とは、いくつかの選択肢を与えて、その中から適当なものを選択させる方法のこと。試験問題などの出題方式のひとつ。マークシート方式の試験などはすべてこの方法で行われている。
イングランド・ロムジーのセントエドワーズスクールで開発されたのが最初。